# (33102) 1997 YJ11
(33102) 1997 YJ11 là một tiểu hành tinh vành đai chính. Nó được phát hiện qua chương trình tiểu hành tinh Beijing Schmidt CCD ở trạm Xinglong ở tỉnh Hồ Bắc, Trung Quốc ngày 22 tháng 12 năm 1997.